# 尚-路易·皮埃羅
尚-路易·皮埃羅（法語：Jean-Louis Pierrot，1761年12月19日—1857年2月18日），海地軍官，於1845年4月16日至1846年3月1日擔任海地總統，他曾在海地國王亨利一世時獲封男爵和親王。

## 革命
在海地革命期間，皮埃羅率領一個黑人營參加了1803年的韋爾蒂埃戰役（黑人對法國人的決定性戰役）。在海地王國時期，亨利·克裡斯托夫將皮埃羅提升為陸軍中將，並授予他男爵和海地親王的世襲頭銜。在海地第二帝國時期，福斯坦·蘇魯克（福斯坦一世）將皮埃羅提升為帝國大元帥。

## 總統
1845年4月16日，即菲利普·盖里耶去世后的第二天，皮埃羅被國務委員會選為海地總統。作為海地總統，打算把他成為穆拉托人統治階級的傀儡。 
皮埃羅作為新總統最緊迫的職責是阻止多明尼加人的入侵，他們在邊境騷擾海地軍隊。多明尼加的船隻也在海地海岸進行掠奪。皮埃羅總統決定發起一場反對多明尼加人的運動，他認為多明尼加人只是叛亂分子。然而，海地人不願意與鄰國開戰，也不願意支持總統的觀點。
由於太子港不斷的陰謀，他將政府遷至該國第二大城市海地角，太子港失去了首都的地位。他宣佈打算控制該島的東部，那裡的居民為了宣佈多明尼加共和國的獨立而反抗海地佔領者。太子港的人口，知識分子和軍事精英，不接受他們城市的命運。太子港的駐軍於1846年3月1日推翻了他，讓-巴蒂斯特·里歇繼任成為總統。3月24日，皮埃羅承認辭職，離開軍隊並定居在該國北部。
1857年2月18日在海地角附近的路易絲營種植園去世。他唯一的女兒瑪麗·路易絲·阿梅莉亞·塞萊斯汀（皮埃羅公主）於1845年嫁給皮埃尔·诺尔·亚历克西中將，皮埃爾·諾爾·亞歷克西是福斯坦一世皇帝時期的省長，後來於1867年至1869年成為海地戰爭部長，並於1902年至1908年擔任海地總統。